# Општина Сан Фелипе (Гванахуато)
Сан Фелипе (шп. San Felipe) општина је у Мексику у савезној држави Гванахуато. Општина се налази на надморској висини од 2089 м.

## Становништво
Према подацима из 2010. у општини је живело 106952 становника.

### Хронологија
| Година       | 2000                  | 2005                  | 2010                   |
| ------------ | --------------------- | --------------------- | ---------------------- |
| Становништво | 95359 (45251 / 50108) | 95896 (45522 / 50374) | 106952 (51340 / 55612) |

### Попис
| \| \| м \| \| \| ж \| \| 0—2 \| 3.835 \| \| \| 3.709 \| \| 3—5 \| 3.708 \| \| \| 3.648 \| \| 6—11 \| 8.092 \| \| \| 7.895 \| \| 12—14 \| 3.783 \| \| \| 3.868 \| \| 15—17 \| 4.020 \| \| \| 4.078 \| \| 18—24 \| 6.459 \| \| \| 7.910 \| \| 60+ \| 4.525 \| \| \| 4.872 \| \| Просек : \| 25,7 \| \| \| 26,7 \| |       |  |  |       |
| |       |  |  |       |
| | м     |  |  | ж     |
| 0—2 | 3.835 |  |  | 3.709 |
| 3—5 | 3.708 |  |  | 3.648 |
| 6—11 | 8.092 |  |  | 7.895 |
| 12—14 | 3.783 |  |  | 3.868 |
| 15—17 | 4.020 |  |  | 4.078 |
| 18—24 | 6.459 |  |  | 7.910 |
| 60+ | 4.525 |  |  | 4.872 |
| Просек : | 25,7  |  |  | 26,7  |

| #   | Индикатор                                                                                        | Вредност |
| --- | ------------------------------------------------------------------------------------------------ | -------- |
| 1   | Становништво од 0 до 2 године                                                                    | 7544     |
| 2   | Мушко становништво од 0 до 2 године                                                              | 3835     |
| 3   | Женско становништво од 0 до 2 године                                                             | 3709     |
| 4   | Становништво са 3 и више година                                                                  | 99328    |
| 5   | Мушко становништво са 3 и више година                                                            | 47466    |
| 6   | Женско становништво са 3 и више година                                                           | 51862    |
| 7   | Становништво са 5 и више година                                                                  | 94515    |
| 8   | Мушко становништво са 5 и више година                                                            | 45006    |
| 9   | Женско становништво са 5 и више година                                                           | 49509    |
| 10  | Становништво са 12 и више година                                                                 | 75985    |
| 11  | Мушко становништво са 12 и више година                                                           | 35666    |
| 12  | Женско становништво са 12 и више година                                                          | 40319    |
| 13  | Становништво са 15 и више година                                                                 | 68334    |
| 14  | Мушко становништво са 15 и више година                                                           | 31883    |
| 15  | Женско становништво са 15 и више година                                                          | 36451    |
| 16  | Становништво са 18 и више година                                                                 | 60236    |
| 17  | Мушко становништво са 18 и више година                                                           | 27863    |
| 18  | Женско становништво са 18 и више година                                                          | 32373    |
| 19  | Становништво од 3 до 5 година                                                                    | 7356     |
| 20  | Мушко становништво од 3 до 5 година                                                              | 3708     |
| 21  | Женско становништво од 3 до 5 година                                                             | 3648     |
| 22  | Становништво од 6 до 11 година                                                                   | 15987    |
| 23  | Мушко становништво од 6 до 11 година                                                             | 8092     |
| 24  | Женско становништво од 6 до 11 година                                                            | 7895     |
| 25  | Становништво од 8 до 14 година                                                                   | 18530    |
| 26  | Мушко становништво од 8 до 14 година                                                             | 9320     |
| 27  | Женско становништво од 8 до 14 година                                                            | 9210     |
| 28  | Становништво од 12 до 14 година                                                                  | 7651     |
| 29  | Мушко становништво од 12 до 14 година                                                            | 3783     |
| 30  | Женско становништво од 12 до 14 година                                                           | 3868     |
| 31  | Становништво од 15 до 17 година                                                                  | 8098     |
| 32  | Мушко становништво од 15 до 17 година                                                            | 4020     |
| 33  | Женско становништво од 15 до 17 година                                                           | 4078     |
| 34  | Становништво од 18 до 24 године                                                                  | 14369    |
| 35  | Мушко становништво од 18 до 24 године                                                            | 6459     |
| 36  | Женско становништво од 18 до 24 године                                                           | 7910     |
| 37  | Женско становништво од 15 до 49 година                                                           | 28108    |
| 38  | Становништво са 60 и више година                                                                 | 9397     |
| 39  | Мушко становништво са 60 и више година                                                           | 4525     |
| 40  | Женско становништво са 60 и више година                                                          | 4872     |
| 41  | Однос између мушкараца и жена                                                                    | 92.32    |
| 42  | Становништво од нуле до 14 година                                                                | 38538    |
| 43  | Становништво од 15 до 64 године                                                                  | 61347    |
| 44  | Становништво од 65 година и више                                                                 | 6987     |
| 45  | Просечан број деце                                                                               | 3.1      |
| 46  | Становништво рођено у ентитету                                                                   | 94835    |
| 47  | Мушко становништво рођено у ентитету                                                             | 45409    |
| 48  | Женско становништво рођено у ентитету                                                            | 49426    |
| 49  | Становништво рођено у другом ентитету                                                            | 11202    |
| 50  | Мушко становништво рођено у другом ентитету                                                      | 5464     |
| 51  | Женско становништво рођено у другом ентитету                                                     | 5738     |
| 52  | Становништво од 5 година и више резидентно у ентитету у јуну 2005. године                        | 90730    |
| 53  | Мушко становништво старосног доба од 5 година и више, резидентно у ентитету у јуну 2005. године  | 42332    |
| 54  | Женско становништво старосног доба од 5 и више година, резидентно у ентитету у јуну 2005. године | 48398    |
| 55  | Становништво од 5 година и више које је живело у другом ентитету у јуну 2005. године             | 1086     |
| 56  | Мушко становништво старије од 5 година које је живело у другом ентитету у јуну 2005. године      | 548      |
| 57  | Женско становништво старије од 5 година које је живело у другом ентитету у јуну 2005. године     | 538      |
| 58  | Становништво од 3 године и више које говори аутохтони језик                                      | 102      |
| 59  | Мушко становништво старо 3 године и више које говори аутохтони језик                             | 56       |
| 60  | Женско становништво старо 3 године и више које говори аутохтони језик                            | 46       |
| 61  | Становништво од 3 године и више које говори аутохтони језик и не говори шпански језик            | 0        |
| 62  | Мушко становништво старо 3 године и више које говори аутохтони језик и не говори шпански         | 0        |
| 63  | Женско становништво старо 3 године и више које говори аутохтони језик и не говори шпански језик  | 0        |
| 64  | Становништво старо 3 године и више које говори аутохтони језик и шпански                         | 38       |
| 65  | Мушко становништво старо 3 године и више које говори аутохтони језик и шпански                   | 23       |
| 66  | Женско становништво старо 3 године и више које говори аутохтони језик и шпански                  | 15       |
| 67  | Становништво од 5 година и више које говори аутохтони језик                                      | 102      |
| 68  | Становништво од 5 година и више које говори аутохтони језик и не говори шпански језик            | 0        |
| 69  | Становништво од 5 година и више које говори аутохтони језик и говори шпански језик               | 38       |
| 70  | Становништво у домородачким домаћинствима                                                        | 281      |
| 71  | Становништво са ограничењима у активностима                                                      | 5487     |
| 72  | Становништво са ограниченим ходањем или кретањем, горе или доле                                  | 2716     |
| 73  | Становници са ограничењима вида, чак и уз кориштење сочива                                       | 1699     |
| 74  | Становништво са ограничењима говора, комуникације или конверзације                               | 495      |
| 75  | Становништво са ограниченим слухом                                                               | 664      |
| 76  | Становништво са ограничењима при одевању, купању или јелу                                        | 217      |
| 77  | Становништво са ограничењима у опажању или учењу једноставних ствари                             | 315      |
| 78  | Становништво са менталним ограничењима                                                           | 565      |
| 79  | Становништво без ограничења активности                                                           | 100866   |
| 80  | Становништво од 3 до 5 година које не похађа школу                                               | 2844     |
| 81  | Мушко становништво од 3 до 5 година које не похађа школу                                         | 1424     |
| 82  | Женско становништво од 3 до 5 година које не похађа школу                                        | 1420     |
| 83  | Становништво од 6 до 11 година које не похађа школу                                              | 326      |
| 84  | Мушко становништво од 6 до 11 година које не похађа школу                                        | 181      |
| 85  | Женско становништво од 6 до 11 година које не похађа школу                                       | 145      |
| 86  | Становништво од 12 до 14 година које не похађа школу                                             | 713      |
| 87  | Мушко становништво од 12 до 14 година које не похађа школу                                       | 370      |
| 88  | Женско становништво од 12 до 14 година које не похађа школу                                      | 343      |
| 89  | Становништво од 15 до 17 година похађа школу                                                     | 4181     |
| 90  | Мушко становништво од 15 до 17 година похађа школу                                               | 2056     |
| 91  | Женско становништво између 15 и 17 година живота у школи                                         | 2125     |
| 92  | Становништво од 18 до 24 године похађа школу                                                     | 1623     |
| 93  | Мушко становништво од 18 до 24 године похађа школу                                               | 705      |
| 94  | Женско становништво од 18 до 24 године похађа школу                                              | 918      |
| 95  | Становништво од 8 до 14 година које не може да чита и пише                                       | 777      |
| 96  | Мушко становништво старосног доба од 8 до 14 година које не може да чита и пише                  | 484      |
| 97  | Женско становништво старосног доби од 8 до 14 година које не може да чита и пише                 | 293      |
| 98  | Становништво од 15 година и више које је неписмено                                               | 9057     |
| 99  | Мушко становништво од 15 година и више које је неписмено                                         | 3910     |
| 100 | Женско становништво од 15 година и више које је неписмено                                        | 5147     |
| 101 | Становништво старо 15 и више година без школовања                                                | 11401    |
| 102 | Мушко становништво старо 15 и више година без школовања                                          | 5588     |
| 103 | Женско становништво старо 15 и више година без школовања                                         | 5813     |
| 104 | Становништво старосног доба 15 и више година са непотпуним основним образовањем                  | 12704    |
| 105 | Мушко становништво старосног доба од 15 година и више са непотпуном основним образовањем         | 6490     |
| 106 | Женско становништво старосног доба 15 и више година са непотпуном основним образовањем           | 6214     |
| 107 | Становништво старо 15 и више година са комплетним основним образовањем                           | 14659    |
| 108 | Мушко становништво старо 15 година и више са комплетним основним образовањем                     | 6657     |
| 109 | Женско становништво старо 15 и више година са комплетним основним образовањем                    | 8002     |
| 110 | Становништво старосног доба 15 и више година са непотпуним средњим образовањем                   | 4667     |
| 111 | Мушко становништво старосног доба од 15 година и више са непотпуним средњим образовањем          | 2489     |
| 112 | Женско становништво старосног доба од 15 година и више са непотпуним средњим образовањем         | 2178     |
| 113 | Становништво старо 15 и више година са пуним секундарном образовањем                             | 15081    |
| 114 | Мушко становништво старосног доба од 15 година и више са пуним секундарном образовањем           | 6439     |
| 115 | Женско становништво старосног доба од 15 година и више са пуним секундарном образовањем          | 8642     |
| 116 | Становништво старије од 18 година са постосновним образовањем                                    | 8117     |
| 117 | Мушко становништво старије од 18 година са постосновним образовањем                              | 3479     |
| 118 | Женско становништво старије од 18 година са постосновним образовањем                             | 4638     |
| 119 | Просечна оцена школовања                                                                         | 6.09     |
| 120 | Просечан ниво образовања мушке популације                                                        | 5.89     |
| 121 | Просечан ниво образовања женског становништва                                                    | 6.26     |
| 122 | Економски активно становништво                                                                   | 33869    |
| 123 | Економски активна мушка популација                                                               | 26279    |
| 124 | Економски активна женска популација                                                              | 7590     |
| 125 | Становништво које није економски активно                                                         | 41669    |
| 126 | Мушко становништво које није економски активно                                                   | 9084     |
| 127 | Женско становништво које није економски активно                                                  | 32585    |
| 128 | Запослено становништво                                                                           | 31714    |
| 129 | Запослено мушко становништво                                                                     | 24258    |
| 130 | Запослено женско становништво                                                                    | 7456     |
| 131 | Незапослена популација                                                                           | 2155     |
| 132 | Незапослена мушка популација                                                                     | 2021     |
| 133 | Незапослена женска популација                                                                    | 134      |
| 134 | Становништво без права на здравствене услуге                                                     | 19858    |
| 135 | Становништво које има право на здравствене услуге                                                | 86878    |
| 136 | Становништво које има право на ИМСС                                                              | 10171    |
| 137 | Становништво које има право на социјално осигурање                                               | 3765     |
| 138 | Становништво које има право на државно социјално осигурање                                       | 130      |
| 139 | Становништво које има право на опште осигурање или здравствено осигурање за нову генерацију      | 72987    |
| 140 | Становништво које је било једном или није било у браку током 12 година и више                    | 30030    |
| 141 | Венчано или уједињено становништво од 12 година и више                                           | 41379    |
| 142 | Становништво које је било у браку или уједињено 12 година и више                                 | 4472     |
| 143 | Становништво са католичком религијом                                                             | 103995   |
| 144 | Протестанти, еванђелисти и библијски следбеници различити од еванђелиста                         | 1742     |
| 145 | Становништво са другим религијама различитим од претходних                                       | 3        |
| 146 | Становништво без религије                                                                        | 594      |
| 147 | Укупно пописаних домаћинства                                                                     | 22830    |
| 148 | Пописна домаћинства на челу са мушкарцима                                                        | 17420    |
| 149 | Пописна домаћинства на челу са женама                                                            | 5410     |
| 150 | Становништво у пописним домаћинствима                                                            | 106747   |
| 151 | Становништво у пописним домаћинствима на челу са мушкарцима                                      | 85648    |
| 152 | Становништво у пописним домаћинствима на челу са женама                                          | 21099    |
| 153 | Укупно домаћинстава                                                                              | 28636    |
| 154 | Укупно насељених домаћинстава                                                                    | 22844    |
| 155 | Укупно приватних кућа                                                                            | 28622    |
| 156 | Насељени приватни домови                                                                         | 22830    |
| 157 | Укупно насељених приватних кућа                                                                  | 22839    |
| 158 | Ненасељене приватне куће                                                                         | 3884     |
| 159 | Појединачна домаћинства за привремену употребу                                                   | 1908     |
| 160 | Становници у насељеним приватним кућама                                                          | 106747   |
| 161 | Насељеност станара у приватним становима                                                         | 4.68     |
| 162 | Просечно становника по соби у приватним насељеним домаћинствима                                  | 1.28     |
| 163 | Појединачна домаћинства са подовима од различитих материјала од земље                            | 21508    |
| 164 | Појединачна домаћинства у приземљу                                                               | 1262     |
| 165 | Појединачна домаћинства са једном спаваћом собом                                                 | 8004     |
| 166 | Појединачна домаћинства са две спаваће собе и више                                               | 14776    |
| 167 | Појединачна домаћинства са једним собом                                                          | 1146     |
| 168 | Појединачна домаћинства са две собе                                                              | 3811     |
| 169 | Појединачна домаћинства са 3 собе и више                                                         | 17810    |
| 170 | Појединачна домаћинства која имају електрично светло                                             | 21885    |
| 171 | Појединачна домаћинства која немају електрично светло                                            | 901      |
| 172 | Појединачна домаћинства која имају водоводну воду у стамбеном простору                           | 18173    |
| 173 | Појединачна домаћинства која немају водоводну воду у стамбеном простору                          | 4588     |
| 174 | Појединачна домаћинства која имају тоалет                                                        | 16877    |
| 175 | Појединачна домаћинства која имају канализацију                                                  | 15908    |
| 176 | Појединачна домаћинства која немају канализацију                                                 | 6727     |
| 177 | Појединачна домаћинства која имају електрично светло, довод воде из јавне мреже и канализацију   | 14026    |
| 178 | Појединачна домаћинства без икаквих услова                                                       | 610      |
| 179 | Појединачна домаћинства која имају радио                                                         | 17230    |
| 180 | Појединачна домаћинства која имају телевизор                                                     | 21025    |
| 181 | Појединачна домаћинства која имају фрижидер                                                      | 16559    |
| 182 | Појединачна домаћинства која имају машину за веш                                                 | 11667    |
| 183 | Појединачна домаћинства која имају аутомобил или комби                                           | 9687     |
| 184 | Појединачна домаћинства која имају рачунар                                                       | 1949     |
| 185 | Појединачна домаћинства која имају фиксну телефонску линију                                      | 5020     |
| 186 | Појединачна домаћинства која имају мобилни телефон                                               | 10241    |
| 187 | Појединачна домаћинства која имају приступ интернету                                             | 1049     |